# Marie-Louise Tiesinga-Autsema
Juliana Louise Emma Marie Wilhelmina Ria Regina (Marie-Louise) Tiesinga-Autsema (Rozenburg, 19 mei 1945) is een Nederlands politicus namens D66.
Tiesinga-Autsema was van 1968 tot 1981 manager van Plusprodukties BV, een dochteronderneming van NRC Handelsblad waarvoor zij ook journalistieke bijdragen voor de kunstredactie deed. Ook was ze voorzitter van het lezersfonds van de krant dat goede doelen steunde.
In 1981 werd Tiesinga-Autsema namens D66 verkozen in de Eerste Kamer. Hier bleef zij tot juni 1995. Hierna was zij voorzitter van het Zuiveringsschap Amstel- en Gooiland. In de periode februari 1998 tot juni 1999 maakte zij wederom deel uit van de Eerste Kamer. Daar hield Tiesinga-Autsema zich onder meer bezig met cultuur, defensie en landbouw en welzijn. Ze vroeg om openbaarheid voor het advies voor het mogelijke besluit tot plaatsing van kruisraketten (1983), wilde voorrang voor vrouwen bij de landmacht (1985) en maakte zich druk over de positie van vrouwen op marineschepen (1986). In 1990 werd ze vanwege haar ijver voor het afschaffen van dierproeven door de Nederlandse Vereniging tot Bescherming van Dieren uitgeroepen tot dierenbeschermer van het jaar. Ook vroeg ze tevergeefs om afschaffing van het onderdeel military in de paardensport.
Van 2007 tot 2014 was Tiesinga-Autsema de eerste voorzitter van de Raad voor civiel-militaire Zorg en Onderzoek die zich bezig houdt met veteranenzorg.
- International Standard Name Identifier: 0000 0003 9466 474X
- Nederlandse Thesaurus van Auteursnamen: 088228568
- Parlement.com: vg09lln5e5zh
- Virtual International Authority File: 289234100